# Carbimazole
Carbimazole được sử dụng để điều trị cường giáp. Carbimazole là một loại thuốc pro vì sau khi hấp thụ, nó được chuyển thành dạng hoạt động, methimazole. Methimazole ngăn chặn enzyme peroxidase của tuyến giáp kết hợp và iod các dư lượng tyrosine trên thyroglobulin, do đó làm giảm sản xuất hormone tuyến giáp T3 và T4 (thyroxine).

## Sử dụng trong y tế
Điều trị cho bệnh cường giáp nói chung bắt đầu với liều cao hàng ngày là 15–40 mg tiếp tục cho đến khi bệnh nhân có chức năng tuyến giáp bình thường, sau đó giảm xuống liều duy trì 5– 15 mg. Điều trị thường được đưa ra trong 12– 8 tháng sau khi cai thử.
Sự khởi đầu của hiệu ứng chống tuyến giáp diễn ra nhanh chóng nhưng sự khởi đầu của các tác dụng lâm sàng đối với nồng độ hormone tuyến giáp trong máu chậm hơn nhiều. Điều này là do kho lớn T3 và T4 được hình thành trước trong tuyến giáp và liên kết với globulin liên kết với tuyến giáp (ràng buộc 99%) phải bị cạn kiệt trước khi xảy ra bất kỳ ảnh hưởng lâm sàng có lợi nào.

## Tác dụng phụ
Trong khi phát ban và ngứa là phổ biến, chúng thường có thể được điều trị bằng thuốc kháng histamine mà không dừng carbimazole. Đối với những bệnh nhân không thể kiểm soát được các phản ứng nhạy cảm, propylthiouracil có thể được sử dụng thay thế; nhạy cảm chéo giữa các loại thuốc này là hiếm.
Tác dụng phụ hiếm gặp nghiêm trọng nhất của nó là ức chế tủy xương gây giảm bạch cầu và mất bạch cầu hạt. Điều này có thể xảy ra ở bất kỳ giai đoạn nào trong quá trình điều trị và không có cảnh báo; giám sát số lượng tế bào trắng là không hữu ích. Bệnh nhân nên báo cáo ngay các triệu chứng nhiễm trùng, chẳng hạn như đau họng hoặc sốt, để có thể sắp xếp xét nghiệm công thức máu đầy đủ. Nếu điều này xác nhận số lượng bạch cầu trung tính thấp, ngừng thuốc sẽ dẫn đến sự phục hồi. Tuy nhiên, việc không báo cáo các triệu chứng gợi ý hoặc chậm trễ trong việc xem xét khả năng ức chế miễn dịch và xét nghiệm của nó, có thể dẫn đến tử vong.

### Phòng ngừa
Một số người bị dị ứng với azole. Một số thuốc azole có bất lợi tác dụng phụ. Một số loại thuốc azole có thể phá vỡ sản xuất estrogen trong thai kỳ, ảnh hưởng đến kết quả mang thai.      

Carbimazole nên được sử dụng thận trọng trong thai kỳ vì nó đi qua nhau thai. Nó đã (hiếm khi) được kết hợp với các khuyết tật bẩm sinh, bao gồm cả bất sản cutis của trẻ sơ sinh nhưng không phải là chống chỉ định. Tuy nhiên, nó có thể dự đoán nhiều hơn có thể gây ra suy giáp do đó (với liều tối thiểu) nó có thể được sử dụng để kiểm soát chứng cường giáp của mẹ. Có trường hợp báo cáo bướu cổ và choanal atresia ở thai nhi. Hơn nữa, cho con bú là có thể nhưng chỉ khi sử dụng liều thấp nhất có hiệu quả và sự phát triển của trẻ sơ sinh được theo dõi chặt chẽ.
Vì những lý do trên, nên sử dụng PTU trong thai kỳ, đặc biệt là trong ba tháng đầu tiên, với khả năng thay đổi thành Carbimazole cho tam cá nguyệt thứ hai và thứ ba.

## Tên biệt dược
- Neomercazole [4]
- Vidalta
- Thyrocab
- Neomedin